# La maschera di Zorro (serial cinematografico)
La maschera di Zorro del 1937 è il primo serial cinematografico della Republic Pictures, realizzato sul personaggio di Zorro creato da Johnston McCulley nel 1919 e diretto dai registi John English e William Witney.
Del serial uscì nel 1959 una versione condensata di 68 minuti, distribuito negli Stati Uniti al cinema con il titolo Zorro Rides Again e in Italia trasmesso in TV.